# Ignazio Messina
Pour les articles homonymes, voir Messina.
Ignazio Messina (né le 24 juillet 1964 à Palerme) est un homme politique italien de l'Italie des valeurs, dont il est élu secrétaire national le 30 juin 2013.